# Barbara Franklin

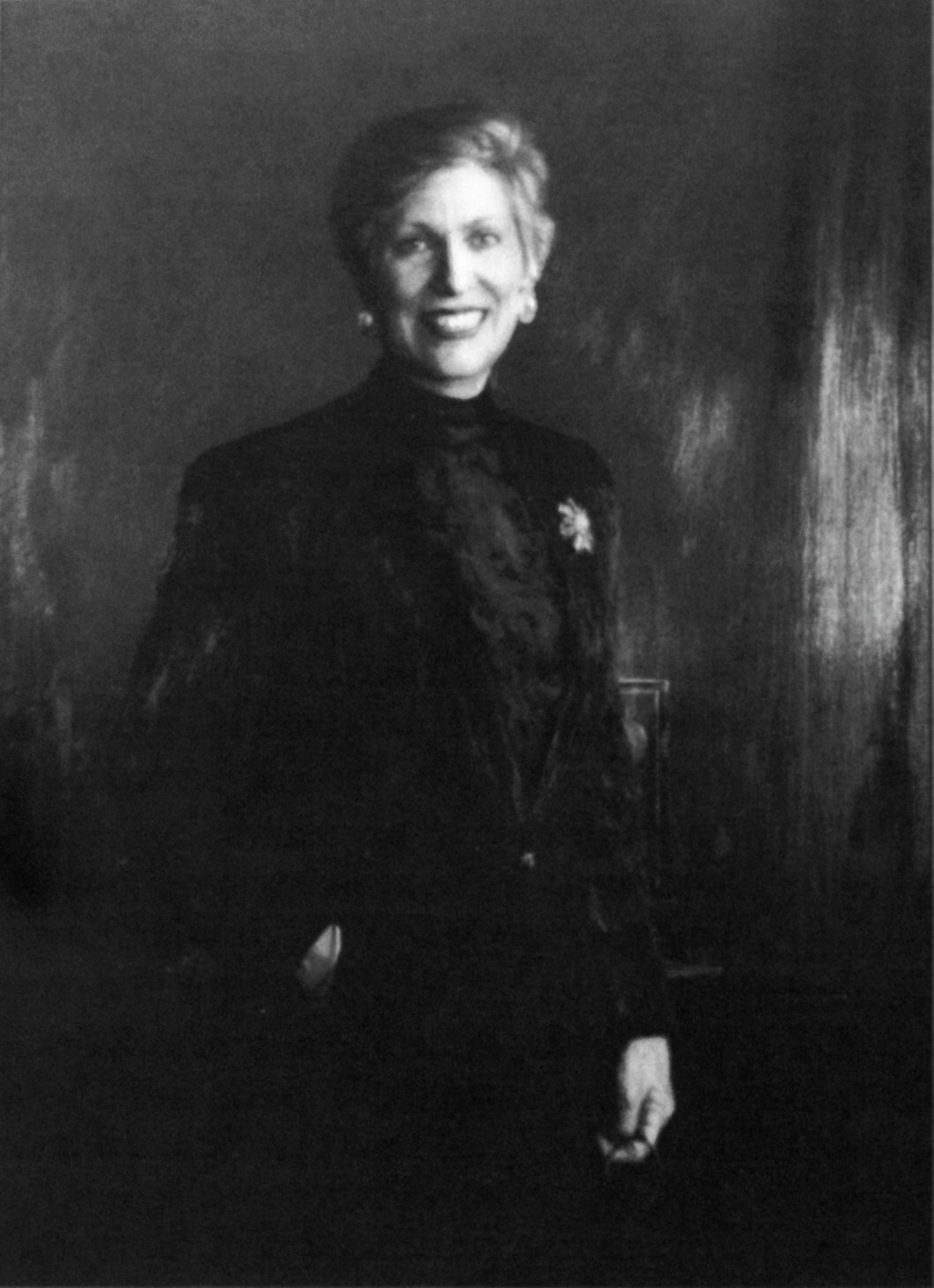
Barbara Franklin

Barbara Hackman Franklin, född 19 mars 1940 i Lancaster, Pennsylvania, är en amerikansk politiker och verkställande direktör för investmentbolaget Barbara Franklin Enterprises.
Franklin avlade 1962 sin grundexamen vid Pennsylvania State University. Hon avlade sedan 1964 sin MBA vid Harvard Business School. Hon var medarbetare åt Richard Nixon 1971-1973. Hon blev 1980 vd för Barbara Franklin Enterprises.
Franklin efterträdde 1992 Robert Mosbacher som handelsminister. Hon tjänstgjorde till slutet av George H.W. Bushs mandatperiod som president och efterträddes som minister av Ron Brown.